# Cascade (Iowa)
Pour les articles homonymes, voir Cascade.
La ville américaine de Cascade est située dans les comtés de Dubuque et Jones, dans l’État de l’Iowa. Lors du recensement de 2010, sa population s’élevait à 2 159 habitants.